# Otto M. Schröder Bank
Die Otto M. Schröder Bank AG ist eine 1932 in Hamburg gegründete und im Familieneigentum befindliche Privatbank.
Das Bankhaus konzentriert sich auf die beiden Geschäftsfelder Vermögensanlage und gewerbliche Immobilien-Zwischenfinanzierung. Zur Finanzierung bietet die Otto M. Schröder Bank AG Wertpapierkredite und gewerblichen Kunden kurzfristige Zwischenkredite für wohnwirtschaftliche Immobilienprojekte an. Dabei konzentriert sich die Bank auf die Märkte in Hamburg, Potsdam und Berlin sowie auf der Insel Sylt.

## Geschichte
Die Otto M. Schröder Bank AG wurde am 22. Dezember 1932 von Otto Martin Willy Schröder in Hamburg in der Rechtsform eines persönlich haftenden Einzelkaufmanns gegründet. Im Mittelpunkt stand zunächst das Effektenkommissionsgeschäft, im Jahr 1952 wurde mit der Erteilung der Vollbanklizenz der allgemeine Bankbetrieb nach dem Zweiten Weltkrieg wieder aufgenommen. Als eine von wenigen Hamburger Privatbanken konnte das Bankhaus damals internationale Geschäftsbeziehungen vorweisen, die bis nach Argentinien reichten. So war in den 1960er Jahren das Auslandsgeschäft ein wichtiges Betätigungsfeld der Bank. Im Juli 1986 wurde die Bank in eine Aktiengesellschaft umgewandelt. Eine Zulassung der Aktien zum Börsenhandel wurde allerdings zu keinem Zeitpunkt beabsichtigt. Der Gründer Otto Martin Willy Schröder, der die Bilanzen des Hauses handschriftlich in einem kleinen Notizbuch überwachte, wechselte im gleichen Jahr in den Aufsichtsrat der Bank. Der Sohn des Gründers, Kurt Schröder, übernahm als einer von zwei Vorständen die Geschicke der Bank. Otto Martin Willy Schröder verstarb im Jahr 1988, Kurt Schröder hielt nun alle Anteile der Bank. In den 1990er Jahren wurde das Bankgeschäft um die Bereiche Anlageberatung und Wertpapierlombardkredite erweitert. Bis dahin war die Bank primär stark im Wertpapierhandelsgeschäft tätig. 2010 verstarb Kurt Schröder. Helmuth Spincke, der bis dato Vorstandsmitglied war, wurde Vorstandsvorsitzender. Seit Oktober 2022 ist Norbert Kistermann Mitglied des Vorstands. Die Familie Schröder hält über 95 Prozent der Bankanteile und der Vorstandsvorsitzende Helmuth Spincke 4 Prozent.
Am 16. Juli 2024 wurde von der Merkur Privatbank mit Sitz in München bekanntgegeben, dass ein Zusammenschluss geplant sei. Der Zusammenschluss stand unter dem Vorbehalt eines erfolgreichen Abschlusses der Due Diligence, einer endgültigen Einigung und den erforderlichen Genehmigungen.
Die Übernahme wurde am 25. Oktober 2024 ohne Angaben von Gründen abgesagt. Bei dem Hamburger Institut war es in den im Juli aufgenommenen Verhandlungen darum gegangen, „die Weichen für eine Nachfolgeregelung zu stellen“, wie es damals hieß. Nun wird ein neuer Vorstand gesucht.
Anfang 2025 wurde der Aufsichtsrat von drei auf vier Personen erweitert und Herr Cornelius Schröder wurde als vierter Aufsichtsrat gewählt.

## Mitgliedschaften der Bank
- Norddeutscher Bankenverband e. V., Hamburg
- Bundesverband deutscher Banken e. V., Berlin, einschließlich Einlagensicherungsfonds und Entschädigungseinrichtung